# KNVB Beker 1999/00
De 82ste editie van de KNVB Beker (destijds formeel Amstel Cup genoemd) kende Roda JC als winnaar. Het was de tweede keer dat de club de beker in ontvangst nam. In de finale werd N.E.C. met 2-0 verslagen.

## Groepsfase
De groepsfase vond plaats tussen 31 juli en 31 augustus 1999. Er werd gespeeld in een halve competitie. In twintig groepen kwam 79 teams uit die in totaal 115 wedstrijden speelden. 39 teams bekerden door.

### Groep 1
| Datum            | Wedstrijd                      | Uitslag       | Scoreverloop |
| ---------------- | ------------------------------ | ------------- | --- |
| 5 augustus 1999  | Eindhoven – Fortuna Sittard    | 2 – 3 (0 – 1) | 32' Dennis Gerritsen 0-1, 60' Ties Konings 1-1, 63' Ronald Hamming 1-2, 74' Bert Zuurman 2-2, 82' Ronald Hamming 2-3 |
| 7 augustus 1999  | Barendrecht – OJC Rosmalen     | 1 – 2 (0 – 0) | 60' Theo van Geffen 0-1, 82' Jos van Eck 1-1, 86' Toon van Uden 1-2 |
| 10 augustus 1999 | Barendrecht – Eindhoven        | 2 – 8 (0 – 5) | 3' Bert Zuurman 0-1, 6' Bert Zuurman 0-2, 14' Bert Zuurman 0-3, 17' Ties Konings 0-4, 25' Fred Lagendijk (e.d.) 0-5, 56' Pieter Vermaas 1-5, 63' Ruben Klaver 1-6, 70' Bert Zuurman 1-7, 78' Fred Lagendijk (pen) 2-7, 80' Sander van Huijksloot 2-8 |
| 10 augustus 1999 | OJC Rosmalen – Fortuna Sittard | 1 – 6 (0 – 3) | 2' Dennis Krijgsman 0-1, 4' Dennis Krijgsman 0-2, 17' Ronald Hamming 0-3, 50' Dennis Krijgsman 0-4, 70' Robert Roest 0-5, 75' Harrie Russens 1-5, 79' Joost Volmer 1-6                                                                               |
| 24 augustus 1999 | Eindhoven – OJC Rosmalen       | 4 – 2 (3 – 1) | 7' Ties Konings 1-0, 9' Harrie Russens 1-1, 15' Bert Zuurman 2-1, 24' André van Tuinen 3-1, 47' Toon van Uden 3-2, 64' Bert Zuurman 4-2 |
| 24 augustus 1999 | Fortuna Sittard – Barendrecht  | 6 – 0 (1 – 0) | 15' Dennis Gerritsen 1-0, 48' Dennis Krijgsman 2-0, 68' Dennis Krijgsman 3-0, 79' Dennis Gerritsen 4-0, 85' Andy Wright 5-0, 89' Dennis Gerritsen 6-0                                                                                                |

### Groep 2
| Datum            | Wedstrijd                        | Uitslag       | Scoreverloop |
| ---------------- | -------------------------------- | ------------- | --- |
| 6 augustus 1999  | Babberich – IJsselmeervogels     | 1 – 1 (0 – 1) | 36' Melrik Beukers 0-1, 85' Marino Pusic 1-1 |
| 6 augustus 1999  | Quick '20 – De Graafschap        | 1 – 2 (1 – 1) | 10' Michel Nehoda 0-1, 40' Joris Tulp 1-1, 75' Eric Viscaal 1-2                                                                                       |
| 10 augustus 1999 | Babberich – Quick '20            | 1 – 2 (0 – 1) | 3' Marcel Kamphuis 0-1, 75' Marino Pusic 1-1, 89' Roy Morsink 1-2                                                                                     |
| 10 augustus 1999 | IJsselmeervogels – De Graafschap | 0 – 5 (0 – 3) | 18' Martijn Meerdink 0-1, 28' Jan Vreman 0-2, 35' Eric Viscaal 0-3, 67' Zico Tumba 0-4, 85' Zico Tumba 0-5                                            |
| 17 augustus 1999 | De Graafschap – Babberich        | 7 – 0 (5 – 0) | 7' Eric Viscaal 1-0, 31' Eric Viscaal 2-0, 38' Zico Tumba 3-0, 40' Eric Viscaal 4-0, 43' Eric Viscaal 5-0, 63' Eric Viscaal 6-0, 82' Eric Viscaal 7-0 |
| 17 augustus 1999 | IJsselmeervogels – Quick '20     | 1 – 1 (1 – 1) | 8' Gerlof Kwakkel 1-0, 42' Jaap Suhre 1-1 |

### Groep 3
| Datum            | Wedstrijd                      | Uitslag        | Scoreverloop |
| ---------------- | ------------------------------ | -------------- | --- |
| 6 augustus 1999  | FC Groningen – DVS '33         | 10 – 1 (9 – 0) | 5' Hans Visser 1-0, 9' Hans Visser 2-0, 16' Hugo Alves Velame 3-0, 18' Martin Drent 4-0, 21' Martin Drent 5-0, 23' Hans Visser 6-0, 25' Billy Maximiano 7-0, 28' Hans Visser 8-0, 44' Martin Drent 9-0, 59' Martin Drent 10-0, 80' Martijn van Panhuis 10-1 |
| 7 augustus 1999  | Appingedam – Heracles Almelo   | 0 – 1 (0 – 0)  | 60' Dennis van Dijk 0-1 |
| 10 augustus 1999 | Appingedam – FC Groningen      | 0 – 3 (0 – 1)  | 26' Martin Drent 0-1, 64' Joost Broerse 0-2, 86' Pascal Averdijk 0-3 |
| 10 augustus 1999 | Heracles Almelo – DVS '33      | 3 – 0 (2 – 0)  | 30' Dennis van Dijk 1-0, 33' Mohammed Mouhouti 2-0, 53' Marnix Smit 3-0 |
| 24 augustus 1999 | DVS '33 – Appingedam           | 1 – 4 (1 – 0)  | 26' Paul Hartenberg 1-0, 46' Mark Sanders 1-1, 60' Marcel Roode 1-2, 84' Robert Haanstra 1-3, 85' Gerard Zeeman 1-4 |
| 24 augustus 1999 | FC Groningen – Heracles Almelo | 3 – 0 (1 – 0)  | 10' Toine Rorije 1-0, 87' Ivar van Dinteren 2-0, 89' Pascal Averdijk 3-0 |

### Groep 4
| Datum            | Wedstrijd               | Uitslag       | Scoreverloop |
| ---------------- | ----------------------- | ------------- | --- |
| 6 augustus 1999  | Eijsden – MVV           | 0 – 3 (0 – 2) | 9' Emerson Luiz Firmino 0-1, 16' Kenneth Pérez 0-2, 49' Bobby Kociski 0-3                                                                                     |
| 6 augustus 1999  | Panningen – SV Meerssen | 2 – 0 (1 – 0) | 10' Marcel Peeters 1-0, 88' Jarno van Esseveldt 2-0 |
| 10 augustus 1999 | SV Meerssen – MVV       | 1 – 5 (1 – 1) | 14' Peter Hofman 1-0, 39' Emerson Luiz Firmino 1-1, 50' Kenneth Pérez 1-2, 59' Jordy Geijselaars (e.d.) 1-3, 79' Eric Kortchaguine 1-4, 89' Kenneth Pérez 1-5 |
| 10 augustus 1999 | Panningen – Eijsden     | 1 – 2 (0 – 1) | 45' René Rutten 0-1, 64' Danny Volkers 0-2, 89' Anton de Vries 1-2                                                                                            |
| 17 augustus 1999 | SV Meerssen – Eijsden   | 3 – 3 (0 – 1) | 19' Hans Duysens 0-1, 50' Roel Coumans 1-1, 63' van der Berg 2-1, 71' Cyrille Wolfs 2-2, 72' Ron Janssen 3-2, 79' Maurice Crousen 3-3                         |
| 17 augustus 1999 | MVV – Panningen         | 5 – 0 (3 – 0) | 7' Eric Kortchaguine 1-0, 42' Emerson Luiz Firmino 2-0, 45' Eric Kortchaguine 3-0, 69' Wasiu Taiwo 4-0, 83' Wasiu Taiwo 5-0                                   |

### Groep 5
| Datum            | Wedstrijd              | Uitslag       | Scoreverloop |
| ---------------- | ---------------------- | ------------- | --- |
| 6 augustus 1999  | Be Quick '28 – N.E.C.  | 2 – 5 (2 – 3) | 5' Arie Smit 1-0, 9' Rob Teitsma 2-0, 15' Roy Grootaert 2-1, 24' Jack de Gier 2-2, 45' Jack de Gier 2-3, 47' Jack de Gier 2-4, 63' Adilson Ben David dos Santos 2-5 |
| 10 augustus 1999 | HSC '21 – Be Quick '28 | 1 – 2 (0 – 1) | 42' Arnie Pot 0-1, 51' Arie Smit 0-2, 53' Peter Visser 1-2 |
| 10 augustus 1999 | VVOG – N.E.C.          | 0 – 6 (0 – 2) | 2' Jack de Gier 0-1, 9' Bart Latuheru 0-2, 52' Jack de Gier 0-3, 76' Luuk Maes (p) 0-4, 79' Bart Latuheru 0-5, 88' Bart Latuheru 0-6                                |
| 17 augustus 1999 | VVOG – HSC '21         | 3 – 0 (2 – 0) | 21' Patrick Biemans 1-0, 41' Edwin van Egteren 2-0, 64' Edwin van Egteren 3-0                                                                                       |
| 24 augustus 1999 | Be Quick '28 – VVOG    | 3 – 1 (1 – 1) | 42' Arie Smit 1-0, 44' Patrick Biemans 1-1, 46' Rogier van Tongeren 2-1, 89' Arnie Pot (pen) 3-1                                                                    |
|                  | HSC '21 – N.E.C.       | 0 – 1         | Wedstrijd niet gespeeld daar deze door de burgemeester is verboden en de uitslag door de K.N.V.B. reglementair vastgesteld                                          |

### Groep 6
| Datum            | Wedstrijd                | Uitslag       | Scoreverloop |
| ---------------- | ------------------------ | ------------- | --- |
| 3 augustus 1999  | Halsteren – RKC Waalwijk | 0 – 7 (0 – 3) | 7' Garry de Graef 0-1, 28' Rick Hoogendorp 0-2, 40' Rick Hoogendorp 0-3, 71' Rick Hoogendorp 0-4, 81' Wout van Steenveldt 0-5, 86' Dejan Govedarica 0-6, 88' Rick Hoogendorp 0-7 |
| 6 augustus 1999  | RKC Waalwijk – Hoek      | 4 – 0 (2 – 0) | 29' Ron Heesakkers 1-0, 36' Rick Hoogendorp 2-0, 51' Rick Hoogendorp 3-0, 74' Roberto Lanckohr 4-0                                                                               |
| 10 augustus 1999 | Halsteren – Leonidas     | 0 – 0         | |
| 17 augustus 1999 | Hoek – Leonidas          | 3 – 1 (2 – 1) | 11' Ronald van Sliedregt 1-0, 14' Patrick Naudts (pen) 2-0, 25' Guy Duijm 2-1, 68' Geert de Poorter 3-1                                                                          |
| 24 augustus 1999 | Hoek – Halsteren         | 2 – 2 (0 – 2) | 19' Pieter de Graaff 0-1, 28' Ad Gladdines 0-2, 62' Angelo Nijskens 1-2, 87' Dimitri M'Buyu 2-2                                                                                  |
| 24 augustus 1999 | Leonidas – RKC Waalwijk  | 1 – 5 (0 – 1) | 41' Rick Hoogendorp 0-1, 72' Buitendijk 1-1, 73' Yuri Cornelisse 1-2, 79' Wout van Steenveldt 1-3, 85' Charles Chiemezie 1-4, 87' Charles Chiemezie 1-5                          |

### Groep 7
| Datum            | Wedstrijd                       | Uitslag       | Scoreverloop |
| ---------------- | ------------------------------- | ------------- | --- |
| 31 juli 1999     | ARC – Sparta Rotterdam          | 0 – 7 (0 – 5) | 4' Ali El Khattabi 0-1, 21' Bram Marbus 0-2, 31' Michel Langerak 0-3, 36' Ali El Khattabi 0-4, 45' Ali El Khattabi 0-5, 71' Bram Marbus 0-6, 83' Mourad Mghizrat (pen) 0-7 |
| 3 augustus 1999  | Tonegido – ADO Den Haag         | 0 – 2 (0 – 1) | 27' Emiel van Eijkeren 0-1, 89' Jan-Paul Saeijs 0-2 |
| 7 augustus 1999  | Tonegido – Sparta Rotterdam     | 0 – 3 (0 – 0) | 55' Erik Tammer 0-1, 71' Sieme Zijm 0-2, 90' Sieme Zijm 0-3 |
| 10 augustus 1999 | ADO Den Haag – ARC              | 1 – 0 (0 – 0) | 90' Ali Boussaboun (pen) 1-0 |
| 25 augustus 1999 | ADO Den Haag – Sparta Rotterdam | 3 – 1 (3 – 0) | 19' Dennis Iliohan 1-0, 32' Ricardo van der Heijden 2-0, 43' Dennis Iliohan 3-0, 79' Steve Goossen 3-1                                                                     |
| 25 augustus 1999 | ARC – Tonegido                  | 2 – 2 (0 – 0) | 57' Maurice Balkhoven 1-0, 70' Mark Moen 1-1, 77' Dick Boereboom 1-2, 90' Ruud Bos 2-2                                                                                     |

### Groep 8
| Datum            | Wedstrijd               | Uitslag       | Scoreverloop |
| ---------------- | ----------------------- | ------------- | --- |
| 5 augustus 1999  | Elinkwijk – FC Utrecht  | 1 – 7 (0 – 3) | 25' Dirk Kuijt 0-1, 40' Alfons Groenendijk 0-2, 42' Didier Martel 0-3, 46' Mitchell van der Gaag 0-4, 53' Patrick Zwaanswijk (e.d.) 1-4, 62' Ruud Berger 1-5, 73' Dirk Kuijt 1-6, 79' Theo Lucius 1-7 |
| 6 augustus 1999  | Spakenburg – Argon      | 2 – 1 (1 – 1) | 20' Enrique Zschuschen (p) 0-1, 38' Hilmi Mihci 1-1, 74' Hilmi Mihci 1-2 |
| 10 augustus 1999 | Elinkwijk – Spakenburg  | 0 – 2 (0 – 0) | 57' Gerard van der Nooij 0-1, 65' Smoete 0-2 |
| 10 augustus 1999 | FC Utrecht – Argon      | 3 – 0 (2 – 0) | 9' Didier Martel 1-0, 16' Didier Martel 2-0, 72' Didier Martel 3-0 |
| 18 augustus 1999 | Argon – Elinkwijk       | 2 – 1 (0 – 0) | 70' Sander Beuk 1-0, 76' René van den Brink 1-1, 83' Patrick Berkelaar 2-1 |
| 18 augustus 1999 | FC Utrecht – Spakenburg | 6 – 1 (2 – 1) | 9' Jamie Forrester 1-0, 39' Jamie Forrester 2-0, 40' Hilmi Mihci 2-1, 46' Marinus Dijkhuizen 3-1, 52' John de Jong 4-1, 64' Marinus Dijkhuizen 5-1, 89' Jamie Forrester 6-1                           |

### Groep 9
| Datum            | Wedstrijd               | Uitslag       | Scoreverloop                                                                                                  |
| ---------------- | ----------------------- | ------------- | --- |
| 6 augustus 1999  | Hollandia – Telstar     | 0 – 2 (0 – 0) | 52' Jamal Dibi 0-1, 54' Jamal Dibi 0-2                                                                        |
| 10 augustus 1999 | Hollandia – FC Volendam | 1 – 4 (0 – 2) | 3' Arie Obdam 0-1, 38' Jan Bruin 0-2, 48' Lenny Macnack 0-3, 80' Ricardo Appelman 1-3, 88' Joeri Molenaar 1-4 |
| 25 augustus 1999 | FC Volendam – Telstar   | 0 – 0         | |

### Groep 10
| Datum            | Wedstrijd                | Uitslag       | Scoreverloop |
| ---------------- | ------------------------ | ------------- | --- |
| 6 augustus 1999  | AZ – ADO '20             | 4 – 0 (1 – 0) | 16' Abdelkrim el Hadrioui 1-0, 49' Michael Buskermolen 2-0, 73' Abdelkrim el Hadrioui 3-0, 87' Barry van Galen 4-0                                                                           |
| 6 augustus 1999  | Noordwijk – FC Hilversum | 3 – 0 (0 – 0) | 55' Geerlig Azier 1-0, 77' Patrick Scheurwater 2-0, 82' Albert van der Heiden 3-0 |
| 10 augustus 1999 | ADO '20 – Noordwijk      | 0 – 2 (0 – 2) | 31' Geerlig Azier 0-1, 35' Michael van der Laan 0-2 |
| 10 augustus 1999 | AZ – FC Hilversum        | 4 – 1 (1 – 0) | 31' Barry van Galen 1-0, 52' John Bosman 2-0, 57' Rolf Landerl 3-0, 58' Michael Buskermolen 4-0, 74' Michael Kandhai 4-1                                                                     |
| 17 augustus 1999 | FC Hilversum – ADO '20   | 1 – 1 (0 – 0) | 65' Brian Mussche 1-0, 76' Martijn Gootjes 1-1 |
| 17 augustus 1999 | Noordwijk – AZ           | 2 – 4 (1 – 1) | 31' Michael Buskermolen (pen) 0-1, 42' Wim de Jong 1-1, 53' Deivision Nascimento Vagner (Canigia) 1-2, 70' Robert van der Weert 1-3, 79' Robert van der Weert 1-4, 80' Marco Klein (pen) 2-4 |

### Groep 11
| Datum            | Wedstrijd                        | Uitslag       | Scoreverloop |
| ---------------- | -------------------------------- | ------------- | --- |
| 6 augustus 1999  | FC Den Bosch – GVVV              | 6 – 0 (2 – 0) | 4' Krzysztof Bociek 1-0, 44' Krzysztof Bociek 2-0, 50' Patrick Hobbelen 3-0, 74' Krzysztof Bociek 4-0, 81' Krzysztof Bociek 5-0, 90' Patrick Deckers 6-0 |
| 7 augustus 1999  | UDI '19/Beter Bed – RBC          | 0 – 3 (0 – 0) | 48' John Lammers 0-1, 72' John van Loenhout 0-2, 80' Damien Hertog 0-3                                                                                   |
| 10 augustus 1999 | FC Den Bosch – RBC               | 0 – 0         | |
| 10 augustus 1999 | GVVV – UDI '19/Beter Bed         | 2 – 2 (0 – 1) | 39' Johan de Man (e.d.) 0-1, 49' Walter van Ommeren 1-1, 67' Hans Seykens 1-2, 73' Paul Hartog 2-2                                                       |
| 17 augustus 1999 | RBC – GVVV                       | 4 – 1 (0 – 1) | 3' Johan de Man 0-1, 49' John van Loenhout (pen) 1-1, 64' John Lammers 2-1, 68' John van Loenhout 3-1, 70' John Lammers 4-1                              |
| 17 augustus 1999 | UDI '19/Beter Bed – FC Den Bosch | 1 – 1 (0 – 0) | 54' Harry van der Laan 0-1, 69' Maikel Drummen 1-1 |

### Groep 12
| Datum            | Wedstrijd           | Uitslag       | Scoreverloop |
| ---------------- | ------------------- | ------------- | --- |
| 7 augustus 1999  | Kloetinge – Baronie | 3 – 4 (2 – 2) | 12' Dennis Sep 0-1, 15' Niels Kole 1-1, 30' Johan Gabriels 1-2, 36' Johan Gabriels (e.d.) 2-2, 58' Arjan Human 3-2, 87' Arno Gabriëls 3-3, 90' Dennis Sep 3-4                                                            |
| 7 augustus 1999  | NAC – TOP Oss       | 4 – 1 (2 – 1) | 8' Artsjil Arveladze 1-0, 33' Jeffrey van As 2-0, 45' Edwin de Wijs 2-1, 62' Artsjil Arveladze 3-1, 78' Artsjil Arveladze 4-1                                                                                            |
| 10 augustus 1999 | Kloetinge – NAC     | 0 – 6 (0 – 3) | 19' Michael Hansen 0-1, 27' Ferry van Vliet 0-2, 35' Frank Broers 0-3, 51' Ferry van Vliet 0-4, 56' Ferry van Vliet 0-5, 87' Frank Broers 0-6                                                                            |
| 10 augustus 1999 | TOP Oss – Baronie   | 1 – 3 (0 – 2) | 1' Gerard Bayings 0-1, 23' Bram Bouwhuis 0-2, 71' Edwin de Wijs 1-2, 84' Jeroen den Boer 1-3 |
| 24 augustus 1999 | Baronie – NAC       | 2 – 4 (0 – 2) | 9' Artsjil Arveladze 0-1, 23' Artsjil Arveladze 0-2, 57' Michael Hansen 0-3, 69' Johan Gabriels 1-3, 77' Mark Santegoeds 2-3, 84' Earnest Stewart 2-4                                                                    |
| 24 augustus 1999 | TOP Oss – Kloetinge | 5 – 4 (4 – 1) | 7' Jay Driessen 1-0, 11' Bas van Deinsen 2-0, 19' Harold Derix 3-0, 22' Harold Derix 4-0, 33' Jeffrey van de Velde 4-1, 47' Ronald Zuijdwegt 4-2, 55' Johan de Goederen 4-3, 56' Huub Loeffen 5-3, 88' Wilco de Valk 5-4 |

De op 10 augustus 1999 gespeelde wedstrijd Kloetinge-NAC is in de 26e minuut bij de stand 0-1 gestaakt wegens het onwel worden van een speler van Kloetinge. De resterende 64 minuten zijn uitgespeeld op 31 augustus 1999

### Groep 13
| Datum            | Wedstrijd                           | Uitslag       | Scoreverloop |
| ---------------- | ----------------------------------- | ------------- | --- |
| 6 augustus 1999  | Excelsior Maassluis – Dordrecht '90 | 1 – 1 (1 – 1) | 26' Chima Onyeike 0-1, 29' Dave Vermaas 1-1 |
| 6 augustus 1999  | Türkiyemspor – Kozakken Boys        | 2 – 0 (1 – 0) | 30' Romeo Pocorni 1-0, 90' Mariano Bouman 2-0 |
| 10 augustus 1999 | Kozakken Boys – Dordrecht '90       | 2 – 4 (1 – 0) | 42' Nabil Bouchlal 1-0, 56' Nabil Bouchlal 2-0, 57' Marco Boogers 1-2, 66' Raffaele de Gregorio 2-2, 79' Chima Onyeike 2-3, 90' Chima Onyeike 2-4                       |
| 17 augustus 1999 | Excelsior Maassluis – Türkiyemspor  | 1 – 1 (1 – 1) | 15' Romeo Pocorni 0-1, 24' Robert Visser 1-1 |
| 24 augustus 1999 | Dordrecht '90 – Türkiyemspor        | 2 – 2 (0 – 0) | 51' Marciano Bouman 0-1, 62' Rui Monteiro 1-1, 81' Chima Onyeike 2-1, 85' Marciano Bouman 2-2                                                                           |
| 24 augustus 1999 | Excelsior Maassluis – Kozakken Boys | 5 – 2 (4 – 0) | 7' Edgar van der Roer 1-0, 14' Danny Kuppen 2-0, 37' Edgar van der Roer 3-0, 43' Danny Kuppen 4-0, 85' Raymond Frehe 5-0, 88' Nabil Bouchlal 5-1, 90' Farid Idrissi 5-2 |

Beslissingswedstrijd om de 2e plaats

| Datum            | Wedstrijd                    | Uitslag       | Scoreverloop                                                             |
| ---------------- | ---------------------------- | ------------- | ------------------------------------------------------------------------ |
| 31 augustus 1999 | Dordrecht '90 – Türkiyemspor | 3 – 0 (1 – 0) | 10' Marcel van der Net 1-0, 49' Chima Onyeike 2-0, 56' Marco Boogers 3-0 |

### Groep 14
| Datum            | Wedstrijd                   | Uitslag       | Scoreverloop |
| ---------------- | --------------------------- | ------------- | --- |
| 3 augustus 1999  | Haarlem – AFC '34           | 3 – 2 (1 – 2) | 5' Ferry Moleman 0-1, 23' Dion Esajas 1-1, 35' Patrick Kooge (pen) 1-2, 49' Carlos Hasselbaink 2-2, 85' Fernando Derveld 3-2 |
| 6 augustus 1999  | FC Lisse – Rijnsburgse Boys | 2 – 2 (1 – 1) | 17' Jimmy Simons 0-1, 35' Aad Bozuwa 1-1, 59' Jimmy Simons 1-2, 71' Lennert Hegie (e.d.) 2-2                                 |
| 10 augustus 1999 | FC Lisse – AFC '34          | 1 – 3 (0 – 2) | 20' Rogier Bunnik 0-1, 44' John Lute 0-2, 56' Majid Darazzi 1-2, 67' Eumir Riley 1-3                                         |
| 10 augustus 1999 | Rijnsburgse Boys – Haarlem  | 0 – 3 (0 – 0) | 58' André Kemper 0-1, 63' Wouter Kos 0-2, 73' Jan Oosterhuis 0-3                                                             |
| 17 augustus 1999 | Haarlem – FC Lisse          | 0 – 0         | |
| 17 augustus 1999 | Rijnsburgse Boys – AFC '34  | 0 – 0         | |

### Groep 15
| Datum            | Wedstrijd                   | Uitslag       | Scoreverloop |
| ---------------- | --------------------------- | ------------- | --- |
| 7 augustus 1999  | Sneek – Emmen               | 1 – 7 (0 – 4) | 3' Leo Koswal 0-1, 21' Peter Hofstede 0-2, 35' Michel van Oostrum 0-3, 38' Leo Koswal 0-4, 46' Joseph Oosting 0-5, 65' Erik Overzet 1-5, 70' Berend Oosting 1-6, 88' Jannes Wolters 1-7 |
| 7 augustus 1999  | BV Veendam – Harkemase Boys | 2 – 0 (2 – 0) | 31' Roy Hendriksen 1-0, 34' Raoul Henar 2-0 |
| 10 augustus 1999 | Harkemase Boys – Sneek      | 4 – 1 (2 – 0) | 6' Gerrit Henstra 1-0, 22' John Weening 2-0, 71' Henk Bralts 3-0, 78' Johan Grevink 4-0, 90' Hans Jan Jaspers 4-1                                                                       |
| 11 augustus 1999 | Emmen – BV Veendam          | 1 – 3 (0 – 2) | 5' Marnix Kolder 0-1, 41' Edwin de Kruyff 0-2, 57' Raoul Henar 0-3, 70' René Grummel (pen) 1-3                                                                                          |
| 17 augustus 1999 | Harkemase Boys – Emmen      | 1 – 2 (0 – 1) | 4' Wierd Kuipers (e.d.) 0-1, 64' Geert de Jong 1-1, 72' Joseph Oosting 1-2 |
| 17 augustus 1999 | Sneek – BV Veendam          | 1 – 5 (1 – 3) | 15' Erik Overzet 1-0, 17' Edwin de Kruyff 1-1, 21' Roy Hendriksen 1-2, 23' Michiel Klinkers 1-3, 54' Theo ten Caat 1-4, 72' Lucian Ilie 1-5                                             |

### Groep 16
| Datum            | Wedstrijd                     | Uitslag       | Scoreverloop |
| ---------------- | ----------------------------- | ------------- | --- |
| 3 augustus 1999  | ADO Den Haag 2 – Excelsior    | 2 – 3 (1 – 2) | 24' Volkan Kahraman 0-1, 28' Geert den Ouden 0-2, 32' Peter Maseland 1-2, 78' Marco Noordanus 2-2, 88' Patrick Mtiliga 2-3             |
| 6 augustus 1999  | VVSB – Scheveningen           | 0 – 2 (0 – 1) | 41' Mark van de Berg 0-1, 87' Yashin Asrih 0-2                                                                                         |
| 10 augustus 1999 | Scheveningen – Excelsior      | 1 – 3 (1 – 1) | 13' Geert den Ouden 0-1, 40' Ype Haytema 1-1, 60' David Connolly 1-2, 62' David Connolly 1-3                                           |
| 10 augustus 1999 | VVSB – ADO Den Haag 2         | 1 – 3 (1 – 0) | 30' Paul Warmerdam 1-0, 61' Jasper van Dijk 1-1, 81' Maarten Bak 1-2, 89' Peter Maseland 1-3                                           |
| 24 augustus 1999 | Scheveningen – ADO Den Haag 2 | 4 – 1 (1 – 1) | 27' Emanuel Monteiro 1-0, 29' René Lievaart 1-1, 66' Emanuel Monteiro (pen) 2-1, 83' Yashin Asrih 3-1, 88' Emanuel Monteiro 4-1        |
| 24 augustus 1999 | VVSB – Excelsior              | 1 – 5 (0 – 2) | 4' Daniël Rijaard 0-1, 23' Geert den Ouden 0-2, 55' Mark Ens 1-2, 67' Geert den Ouden 1-3, 72' Jarda Šimr 1-4, 80' Volkan Kahraman 1-5 |

### Groep 17
| Datum            | Wedstrijd                         | Uitslag       | Scoreverloop |
| ---------------- | --------------------------------- | ------------- | --- |
| 6 augustus 1999  | AGOVV – De Graafschap 2           | 2 – 1 (1 – 0) | 33' Erkan Bocu 1-0, 61' Sander Duits 1-1, 90' Halil Toprak 2-1                                                                                                |
| 6 augustus 1999  | Bennekom – Go Ahead Eagles        | 0 – 3 (0 – 1) | 23' Dick Kooijman 0-1, 48' John Stegeman 0-2, 63' Dick Schreuder 0-3                                                                                          |
| 10 augustus 1999 | Go Ahead Eagles – AGOVV           | 5 – 1 (4 – 1) | 7' Resit Schuurman (pen) 1-0, 9' Dick Schreuder 2-0, 26' Erkan Bocu 2-1, 36' John Stegeman 3-1, 38' Patrick Peelen 4-1, 90' Jochem de Weerdt 5-1              |
| 10 augustus 1999 | De Graafschap 2 – Bennekom        | 2 – 1 (1 – 1) | 15' Dennis van Meegdenburg 0-1, 40' Eli Louhenapessy 1-1 84' Milan Berck Beelenkamp 2-1                                                                       |
| 17 augustus 1999 | AGOVV – Bennekom                  | 3 – 3 (1 – 2) | 15' Kasper van Dongen 0-1, 17' Jerry van Dijk 1-1, 45' Dennis van Meegdenburg 1-2, 75' Dik Peters van Ton 1-3, 86' Erkan Bocu 2-3, 89' Art Langeler (pen) 3-3 |
| 17 augustus 1999 | Go Ahead Eagles – De Graafschap 2 | 3 – 1 (1 – 1) | 9' Dick Kooijman 1-0, 19' Glenn van Veen 1-1, 65' John Stegeman 2-1, 89' John Stegeman 3-1                                                                    |

### Groep 18
| Datum            | Wedstrijd              | Uitslag       | Scoreverloop |
| ---------------- | ---------------------- | ------------- | --- |
| 6 augustus 1999  | Gemert – Helmond Sport | 4 – 2 (2 – 1) | 2' Jacco Hoffmans 1-0, 12' Jurgen Streppel 1-1, 44' Fred Donkers 2-1, 57' Jacco Hoffmans 3-1, 64' Yunus Altunel 3-2, 90' Erik van Dijk 4-2                                                         |
| 7 augustus 1999  | DOVO – VVV             | 2 – 2 (0 – 0) | 50' Maurice Graef 0-1, 60' Teunis Wenneker 1-1, 65' Maurice Graef (pen) 1-2, 89' Barry Roestenburg 2-2                                                                                             |
| 10 augustus 1999 | Gemert – DOVO          | 3 – 5 (2 – 1) | 1' Johan Leidekker 0-1, 6' Werner Smits 1-1, 22' Fred Donkers (pen) 2-1, 47' Teunis Wenneker 2-2, 53' Teunis Wenneker 2-3, 65' Teunis Wenneker 2-4, 69' Fred Donkers 3-4, 85' Karsten Wierenga 3-5 |
| 10 augustus 1999 | VVV – Helmond Sport    | 0 – 1 (0 – 1) | 2' Frank Weijers 0-1 |
| 17 augustus 1999 | Helmond Sport – DOVO   | 5 – 1 (3 – 0) | 22' Roland Vroomans 1-0, 28' Roland Vroomans 2-0, 33' Frank Weijers 3-0, 51' Menno van Appelen 3-1, 52' Alexander Zegers 4-1, 60' Roland Vroomans 5-1                                              |
| 17 augustus 1999 | VVV – Gemert           | 2 – 2 (1 – 1) | 28' Jan Martens 1-0, 44' Anthony Geurts 1-1, 84' Michael Evans 2-1, 88' Anthony Geurts 2-2 |

### Groep 19
| Datum            | Wedstrijd                         | Uitslag       | Scoreverloop |
| ---------------- | --------------------------------- | ------------- | --- |
| 6 augustus 1999  | Cambuur Leeuwarden – FC Zwolle    | 3 – 0 (2 – 0) | 9' Sandor van der Heide 1-0, 14' Robin Nelisse 2-0, 50' Dominik Vergoossen 3-0                                                          |
| 6 augustus 1999  | Flevo Boys – Achilles '94         | 1 – 2 (1 – 1) | 2' Marc Mulder 0-1, 22' Remco Bangma 1-1, 68' Wilco Niemer 1-2                                                                          |
| 10 augustus 1999 | Flevo Boys – Cambuur Leeuwarden   | 1 – 4 (1 – 1) | 17' Yevgeniy Levchenko 0-1, 36' Remco Bangma 1-1, 59' Kenneth Goudmijn 1-2, 82' Robin Nelisse 1-3, 84' Robin Nelisse 1-4                |
| 10 augustus 1999 | FC Zwolle – Achilles '94          | 5 – 0 (2 – 0) | 18' Dirk Jan Derksen 1-0, 33' Gerald van den Belt 2-0, 60' Ignacio Tuhuteru 3-0, 84' Marco Roelofsen 4-0, 89' Arjan Bosschaart 5-0      |
| 19 augustus 1999 | Cambuur Leeuwarden – Achilles '94 | 1 – 1 (0 – 1) | 26' Gerald Kreuze 0-1, 90' Kenneth Goudmijn 1-1                                                                                         |
| 19 augustus 1999 | FC Zwolle – Flevo Boys            | 6 – 0 (3 – 0) | 8' Milco Pieren 1-0, 10' Arne Slot 2-0, 12' Jan Gerver (e.d.) 3-0, 61' Milco Pieren 4-0, 78' Ignacio Tuhuteru 5-0, 80' Milco Pieren 6-0 |

### Groep 20
| Datum            | Wedstrijd                      | Uitslag       | Scoreverloop |
| ---------------- | ------------------------------ | ------------- | --- |
| 10 augustus 1999 | Sporting Flevoland – FC Twente | 1 – 7 (0 – 4) | 21' Jan Vennegoor of Hesselink 0-1, 25' Arjan van der Laan 0-2, 31' Jan Vennegoor of Hesselink 0-3, 35' Jan Vennegoor of Hesselink 0-4, 62' Scott Booth 0-5, 66' Jerry van Haagen 1-5, 80' Arjan van der Laan 1-6, 85' Jan Vennegoor of Hesselink 1-7       |
| 17 augustus 1999 | Sporting Flevoland – Urk       | 1 – 8 (0 – 3) | 4' Jacob Wakker 0-1, 18' Jacob Tol 0-2, 38' Pieter Ras 0-3, 47' Jacob Tol 0-4, 49' Robin Kant 1-4, 56' Jelle Loosman 1-5, 73' Pieter Ras 1-6, 75' Willem Visser 1-7, 88' Pieter Ras 1-8                                                                     |
| 24 augustus 1999 | Urk – FC Twente                | 0 – 9 (0 – 3) | 25' Scott Booth 0-1, 33' Arjan van der Laan 0-2, 35' Scott Booth 0-3, 48' Tijmen de Boer (e.d.) 0-4, 50' Jan Vennegoor of Hesselink 0-5, 60' Berthil ter Avest 0-6, 68' Jan Vennegoor of Hesselink 0-7, 74' André Karnebeek 0-8, 81' Andy van der Meyde 0-9 |

## Knock-outfase

### Tweede ronde
sc Heerenveen stroomde deze ronde het toernooi in.
| Datum             | Wedstrijd                          | Uitslag                      | Scoreverloop |
| ----------------- | ---------------------------------- | ---------------------------- | --- |
| 22 september 1999 | Eijsden – Helmond Sport            | 1 – 8 (0 – 3)                | 35' Ilja van Leerdam 0-1, 40' Roland Vroomans 0-2, 41' Roel Buikema 0-3, 75' Roel Dreesen (pen) 1-3, 83' Frank Weijers 1-4, 85' Yunus Altunel 1-5, 88' Fachry Tuasamu 1-6, 90' Jurgen Streppel 1-7, 90' Frank Weijers 1-8 |
| 22 september 1999 | Go Ahead Eagles – Scheveningen     | 3 – 1 (2 – 0)                | 10' Dick Schreuder 1-0, 17' Resit Schuurman 2-0, 61' Hendrie Krüzen 3-0, 86' Yashin Asrih 3-1 |
| 22 september 1999 | Heracles Almelo – FC Volendam      | 3 – 0 (2 – 0)                | 31' Edwin Godee (pen) 1-0, 44' Erwin Looms 2-0, 86' Roy van de Mije 3-0 |
| 22 september 1999 | FC Utrecht – FC Den Bosch          | 2 – 0 (0 – 0)                | 51' Dirk Kuijt 1-0, 83' Theo Lucius 2-0 |
| 23 september 1999 | ADO Den Haag – AFC '34             | 3 – 0 (1 – 0)                | 16' René Lievaart 1-0, 83' Pim Langeveld 2-0, 88' Robin Koers 3-0 |
| 23 september 1999 | Cambuur Leeuwarden – FC Zwolle     | 0 – 1 (0 – 0)                | 52' Claus Boekweg (pen) 0-1 |
| 23 september 1999 | Dordrecht '90 – FC Groningen       | 5 – 0 (1 – 0)                | 28' Chima Onyeike 1-0, 47' Marco Boogers 2-0, 50' Chima Onyeike (pen) 3-0, 58' Marcel van der Net 4-0, 89' Chima Onyeike 5-0                                                                                              |
| 23 september 1999 | Eindhoven – NAC                    | 2 – 1 (1 – 0)                | 14' Bouarfa Yahiaoui 1-0, 81' André van Tuinen 2-0, 82' Artsjil Arveladze 2-1 |
| 23 september 1999 | Excelsior – Emmen                  | 2 – 1 (1 – 0)                | 26' David Connolly 1-0, 67' Michel van Oostrum 1-1, 83' Sjaak Polak 2-1 |
| 23 september 1999 | Haarlem – AGOVV                    | 3 – 1 (2 – 0)                | 35' Wouter Kos 1-0, 40' Wouter Kos 2-0, 59' Erkan Bocu 2-1, 81' Carlos Hasselbaink 3-1 |
| 23 september 1999 | Hoek – AZ                          | 0 – 4 (0 – 3)                | 12' Barry van Galen 0-1, 30' John Bosman 0-2, 39' Barry Opdam 0-3, 79' Fernando Ricksen 0-4 |
| 23 september 1999 | MVV – Baronie                      | 2 – 3 n.s.d. (2 – 2) (1 – 2) | 22' Johan Gabriels 0-1, 37' Jeroen van Moorsel 0-2, 45' Dave Hollanders 1-2, 66' Dave Hollanders 2-2, 105' Johan Gabriels 2-3                                                                                             |
| 23 september 1999 | N.E.C. – Spakenburg                | 3 – 0 (2 – 0)                | 17' Jack de Gier 1-0, 20' Marchanno Schultz 2-0, 59' Jack de Gier 3-0 |
| 23 september 1999 | Quick '20 – RBC                    | 1 – 2 (0 – 1)                | 41' Eric Hellemons 0-1, 50' John van Loenhout (pen) 0-2, 60' Roy Morsink 1-2 |
| 23 september 1999 | RKC Waalwijk – Telstar             | 2 – 0 (2 – 0)                | 10' Rick Hoogendorp 1-0, 21' Dejan Govedarica 2-0 |
| 23 september 1999 | BV Veendam – Sparta Rotterdam      | 3 – 0 (2 – 0)                | 18' Roy Hendriksen 1-0, 24' Arjan Ebbinge 2-0, 61' Bob Mulder 3-0 |
| 5 oktober 1999    | Be Quick '28 – Excelsior Maassluis | 2 – 0 (0 – 0)                | 48' Stephan Rahantoknam 1-0, 72' Tim Diender 2-0 |
| 5 oktober 1999    | Fortuna Sittard – Noordwijk        | 2 – 0 (2 – 0)                | 13' Ronald Hamming 1-0, 45' Jaromír Paciorek (pen) 2-0 |
| 5 oktober 1999    | sc Heerenveen – De Graafschap      | 2 – 0 (0 – 0)                | 60' Daniel Jensen 1-0, 88' Anthony Lurling 2-0 |
| 6 oktober 1999    | FC Twente – Gemert                 | 2 – 1 n.s.d. (1 – 1) (0 – 0) | 51' Jacco Hoffmans 0-1, 82' Arjan van der Laan (pen) 1-1, 91' Scott Booth 2-1 |

### Derde ronde
| Datum           | Wedstrijd                    | Uitslag                      | Scoreverloop |
| --------------- | ---------------------------- | ---------------------------- | --- |
| 28 oktober 1999 | ADO Den Haag – FC Utrecht    | 1 – 3 (0 – 1)                | 11' Rodney Cairo 0-1, 54' Patrick Zwaanswijk 0-2, 82' Jan-Paul Saeijs 1-2, 84' Ruud Berger 1-3 |
| 28 oktober 1999 | AZ – Heracles Almelo         | 2 – 0 (1 – 0)                | 36' John Bosman 1-0, 90' Fernando Ricksen 2-0 |
| 28 oktober 1999 | Dordrecht '90 – Haarlem      | 2 – 1 n.s.d. (1 – 1) (0 – 1) | 26' Jan Oosterhuis 0-1, 48' Marco Boogers 1-1, 102' Jermaine Sandvliet 2-1 |
| 28 oktober 1999 | Eindhoven – FC Zwolle        | 4 – 2 (0 – 2)                | 2' Stanley MacDonald (e.d.) 0-1, 43' Dirk Jan Derksen 0-2, 69' Sander van Huijksloot 1-2, 79' Sander van Huijksloot 2-2, 80' Bert Zuurman 3-2, 88' Bouarfa Yahiaoui 4-2 |
| 28 oktober 1999 | Excelsior – Fortuna Sittard  | 3 – 2 (2 – 0)                | 7' David Connolly 1-0, 13' David Connolly 2-0, 62' Rolf Landerl 2-1, 73' Joost Volmer 2-2, 84' David Connolly 3-2 |
| 28 oktober 1999 | Go Ahead Eagles – Baronie    | 2 – 1 (1 – 0)                | 45' John Stegeman 1-0, 46' Jeroen van Moorsel 1-1, 53' Michiel Sol 2-1 |
| 28 oktober 1999 | Helmond Sport – Be Quick '28 | 12 – 1 (6 – 1)               | 12' Juul Ellerman 1-0, 13' Ronald Dassen 2-0, 19' Juul Ellerman 3-0, 32' Arie Smit 3-1, 35' Roel Buikema 4-1, 40' Remco Evers 5-1, 44' Juul Ellerman 6-1, 49' Ronald Dassen 7-1, 59' Erik Stock 8-1, 61' Yunus Altunel 9-1, 66' Remco Evers 10-1, 72' Remco Evers 11-1, 84' Ronald Dassen 12-1 |
| 28 oktober 1999 | RBC – BV Veendam             | 2 – 0 (1 – 0)                | 39' Jeffrey Kooistra 1-0, 71' Marcel van Helmond 2-0 |
| 30 oktober 1999 | sc Heerenveen – N.E.C.       | 1 – 2 (1 – 2)                | 14' Romano Denneboom 1-0, 24' Jack de Gier 1-1, 45' Jack de Gier 1-2 |
| 30 oktober 1999 | RKC Waalwijk – FC Twente     | 2 – 0 (1 – 0)                | 29' Roberto Lanckohr 1-0, 63' Roberto Lanckohr 2-0 |

### Achtste finales
Ajax, Feyenoord, PSV, Roda JC, Vitesse en Willem II stroomden deze ronde het toernooi in. RBC heeft per 21 december 1999 de naam gewijzigd in RBC Roosendaal.
| Datum           | Wedstrijd                      | Uitslag       | Scoreverloop |
| --------------- | ------------------------------ | ------------- | --- |
| 27 januari 2000 | RKC Waalwijk – Eindhoven       | 2 – 0 (0 – 0) | 52' Tom van der Leegte 1-0, 66' Tom van der Leegte 2-0 |
| 28 januari 2000 | Dordrecht '90 – RBC Roosendaal | 1 – 0 (0 – 0) | 90' Marco Boogers 1-0 |
| 28 januari 2000 | Helmond Sport – Willem II      | 1 – 2 (0 – 1) | 9' Denny Landzaat 0-1, 85' Remco Evers 1-1, 86' Dennis Schulp 1-2 |
| 28 januari 2000 | N.E.C. – Excelsior             | 1 – 0 (0 – 0) | 68' Jack de Gier 1-0 |
| 28 januari 2000 | Roda JC – Ajax                 | 1 – 0 (0 – 0) | 90' Bob Peeters 1-0 |
| 29 januari 2000 | PSV – Vitesse                  | 0 – 2 (0 – 1) | 28' Arco Jochemsen 0-1, 58' Pierre van Hooijdonk (pen) 0-2 |
| 30 januari 2000 | Feyenoord – AZ                 | 1 – 3 (1 – 1) | 32' Paul Bosvelt 1-0, 42' Barry van Galen (pen) 1-1, 62' Ferdino Hernandez 1-2, 90' Dries Boussatta 1-3                                                                                       |
| 30 januari 2000 | FC Utrecht – Go Ahead Eagles   | 5 – 3 (2 – 0) | 18' Didier Martel (pen) 1-0, 38' John de Jong 2-0, 52' Mike Zonneveld 2-1, 56' Mike Zonneveld 2-2, 58' Theo Lucius 3-2, 61' Dick Kooijman 3-3, 81' Dirk Kuijt 4-3, 86' Patrick Zwaanswijk 5-3 |

### Kwartfinales
| Datum            | Wedstrijd              | Uitslag                      | Scoreverloop                                                           |
| ---------------- | ---------------------- | ---------------------------- | ---------------------------------------------------------------------- |
| 16 februari 2000 | N.E.C. – Dordrecht '90 | 2 – 0 (1 – 0)                | 15' Jack de Gier 1-0, 47' Bart Latuheru 2-0                            |
| 16 februari 2000 | RKC Waalwijk – Vitesse | 0 – 1 (0 – 0)                | 60' Victor Sikora 0-1                                                  |
| 16 februari 2000 | FC Utrecht – Roda JC   | 0 – 1 (0 – 0)                | 85' Eric van der Luer 0-1                                              |
| 17 februari 2000 | Willem II – AZ         | 1 – 2 n.s.d. (1 – 1) (0 – 1) | 36' Barry Opdam 0-1, 90' Dennis Schulp 1-1, 97' Peter van den Berg 1-2 |

### Halve finales
| Datum         | Wedstrijd         | Uitslag                    | Scoreverloop                                                             |
| ------------- | ----------------- | -------------------------- | ------------------------------------------------------------------------ |
| 11 april 2000 | AZ – N.E.C.       | 1 – 1 n.v. (1 – 1) (0 – 0) | 60' Jack de Gier 0-1, 77' Kenneth Pérez 1-1 N.E.C. wint na strafschoppen |
| 12 april 2000 | Vitesse – Roda JC | 0 – 1 n.s.d.               | 104' Davy Zafarin 0-1                                                    |

### Finale
|                               |        |                                              |         |                                                                                 |
| 21 mei 2000 Finale KNVB Beker | N.E.C. | 0 – 2 (0 – 1)                                | Roda JC | Stadion Feyenoord, Rotterdam Toeschouwers: 40.000 Scheidsrechter: Roelof Luinge |
| 21 mei 2000 Finale KNVB Beker |        | 18' Bob Peeters 89' (pen.) Eric van der Luer |         | Stadion Feyenoord, Rotterdam Toeschouwers: 40.000 Scheidsrechter: Roelof Luinge |

| N.E.C. | Roda JC |

| N.E.C.:       |                   |            |
|               |                   |            |
| DM            | Bas Roorda        | Kreeg geel |
| RB            | Pieter Collen     |            |
| CB            | Patrick Pothuizen | Kreeg geel |
| CB            | Danny Hesp        |            |
| LB            | Hennie de Romijn  |            |
| CM            | Marchanno Schultz | 77'        |
| CM            | Marcel Koning     |            |
| CM            | Anton Janssen     |            |
| RV            | Bart Latuheru     |            |
| SP            | Jack de Gier      |            |
| LV            | Maikel Renfurm    |            |
| Wisselspeler: |                   |            |
| MV            | Arno Arts         | 77'        |
| Trainer:      |                   |            |
| Ron de Groot  |                   |            |

| Roda JC:       |                   |            |
|                |                   |            |
| DM             | Željko Kalac      |            |
| RB             | Ger Senden        |            |
| CB             | Joos Valgaeren    |            |
| CB             | Mark Luijpers     |            |
| LB             | Ramon van Haaren  |            |
| RM             | Bernard Tchoutang | 86'        |
| CM             | Regilio Vrede     | Kreeg geel |
| CM             | Eric van der Luer |            |
| LM             | Garba Lawal       | 78'        |
| SP             | Bob Peeters       | 70'        |
| SP             | Peter Van Houdt   |            |
| Wisselspelers: |                   |            |
| MV             | Tom Soetaers      | 70'        |
| MV             | Kevin van Dessel  | 78'        |
| MV             | Arno Doomernik    | 86'        |
| Trainer:       |                   |            |
| Sef Vergoossen |                   |            |

| KNVB Beker 1999/00   |
| -------------------- |
| Roda JC Tweede titel |